# Henrietta Rae

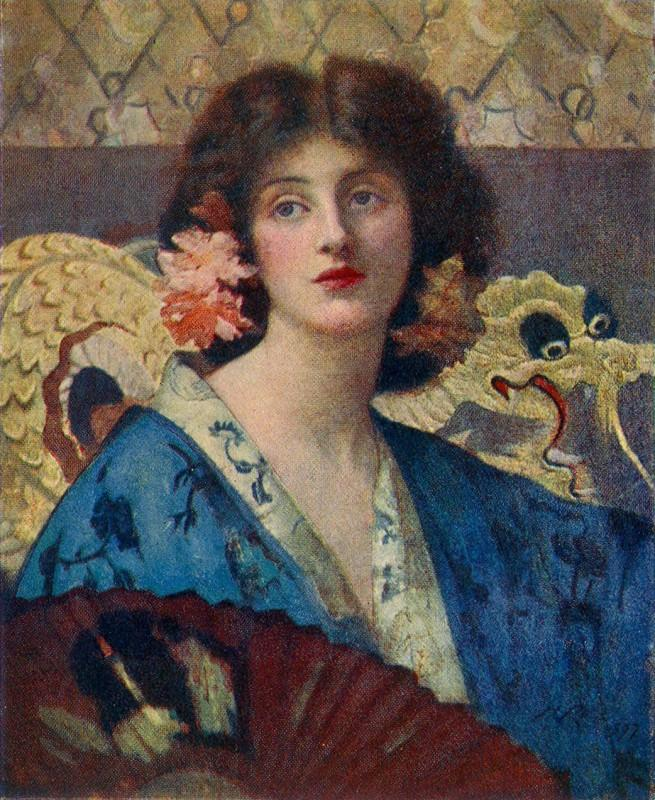
Azalien

Henrietta Emma Ratcliffe Rae (* 30. Dezember 1859 in London; † 26. Januar 1928 ebenda) war eine englische Genre- und Porträtmalerin der späteren viktorianischen Ära.

## Leben
Rae wurde als jüngstes von sieben Kindern des Beamten Thomas Rae geboren. Ihre Mutter Anne Eliza geb. Graves war eine Schülerin von Felix Mendelssohn Bartholdy. Ihr Onkel, Charles Rae, war ein Künstler und Student von George Cruikshank. 
Henrietta Rae besuchte die Queen Square School of Art und die Heatherley School of Art.
Ihr ist die Immatrikulation an der Royal Academy of Arts erst zum fünften Mal 1877 gelungen, sie gewann dann aber ein Stipendium für ein siebenjähriges Studium. Sie studierte dort bei Frank Bernard Dicksee, William Powell Frith und Lawrence Alma-Tadema. Seit 1881 zeigte sie ihre Werke auf den Ausstellungen der Akademie.
Sie malte großformatige allegorische und mythologische Bilder, die ihr oft Medaillen brachten, u. a. auf der World’s Columbian Exposition 1893 in Chicago. Sie beschäftigte sich oft mit der Aktmalerei.
1884 heiratete sie den gleichaltrigen Maler Ernest Normand. Das Ehepaar hatte zwei Kinder, einen Sohn (* 1886) und eine Tochter (* 1893). Henrietta Rae behielt nach der Heirat ihren Mädchennamen. 
Im Jahr 1893 bezogen die Normands ein Haus mit Studio im Londoner Künstlerviertel Holland Park. Ihr Studio wurde ständig von Frederic Leighton, John Everett Millais, Valentine Cameron Prinsep (1838–1904) und George Frederic Watts besucht.
Die Normands reisten im Jahr 1890 nach Paris, um mit Jules Joseph Lefebvre und Jean-Joseph Benjamin-Constant an der Académie Julian zu studieren. 
Wie einige andere Künstlerinnen ihrer Zeit, war Rae für das Frauenwahlrecht und den Feminismus engagiert.